# 말레이시아의 교통

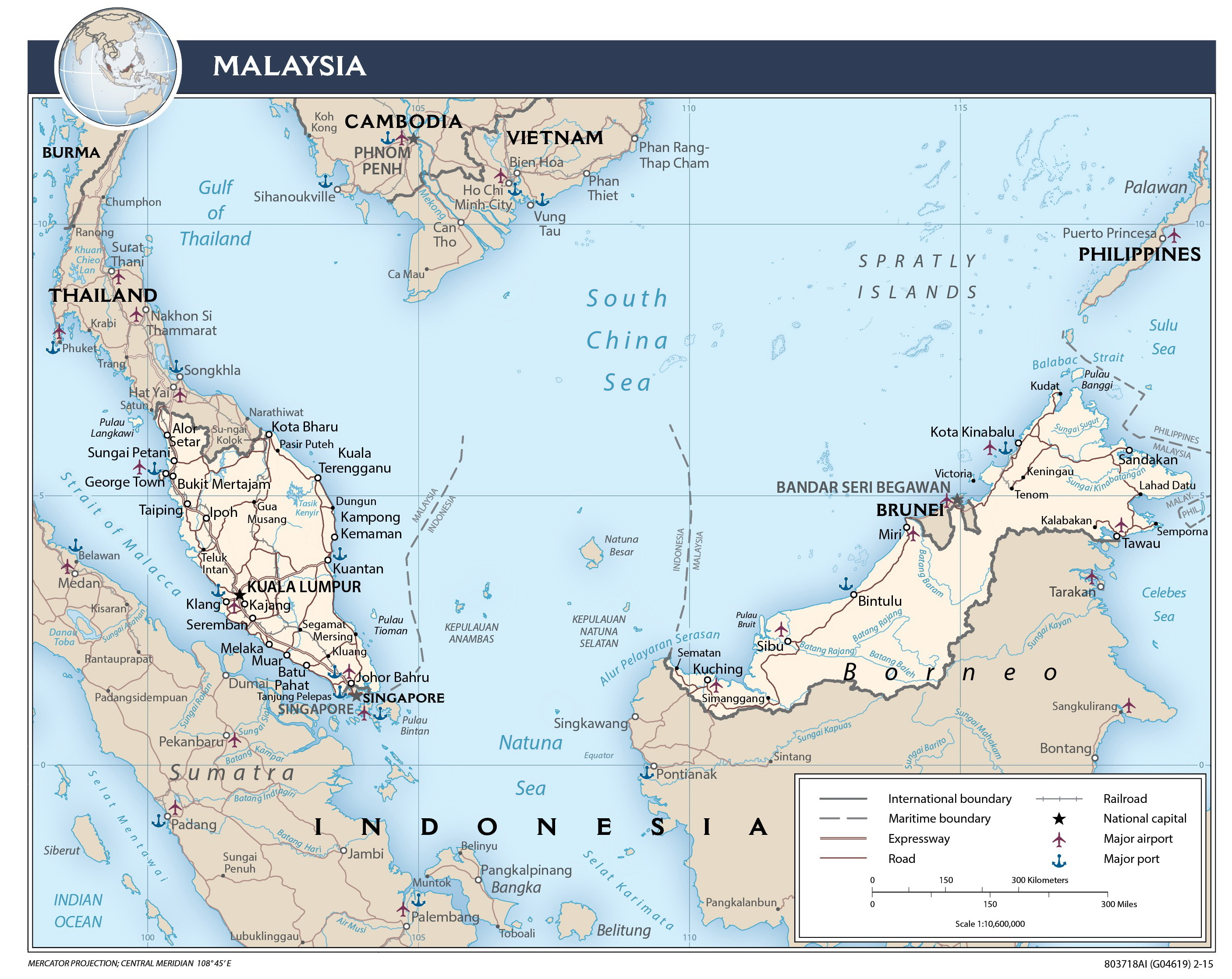
말레이시아의 교통망

말레이시아의 교통은 영국 식민지 통치 기간 중에 발전하기 시작하였으며 이 국가의 교통망은 현재 다양하게 발달된 상태이다.
육상교통은 다른 동남아시아 제국에 비해 잘 발달해 있다. 특히 서해안을 따라서 포장도로와 철도가 잘 정비되어 있다. 주요 도시는 수도 콸라룸푸르 외에 피남, 이포, 말라카, 조호르바루 등이다.
도로는 광활하며 144,403 킬로미터를 아우르며 그 중 고속도로는 1,821 km에 달한다. 반도 말레이시아는 광한 도로망을 갖추고 있으나, 동말레이시아의 도로 체계는 잘 발달되어 있지 않은 편이다. 말레이시아 반도의 주요 교통수단은 버스, 열차, 자동차이며 더 나아가서 항공기의 상업 여행도 포함된다.

## 같이 보기
- 말레이시아의 공항 목록